# Братская могила лётчиков Гурина и Закревского
Братская могила лётчиков Гурина и Закревского — объект культурного наследия. Зарегистрирован в реестре под наименованием «Могила летчиков 164-го авиаразведывательного полка А. Гурина и Н. Закревского, погибших в борьбе с фашистами». Появилась в Октябрьском районе Грозного в ноябре 1942 года.

## История
6 ноября 1942 года, во время битвы за Кавказ, самолёт с экипажем в составе пилота лейтенанта Ивана Гурина, штурмана лейтенанта Николая Закревского и стрелка-радиста старшего сержанта Бориса Лисицина выполнял разведывательный полёт в районе станций Тихорецкая, Кропоткино, Моздок, Георгиевская, Ищёрская. В ходе полёта экипаж провёл аэрофотосъёмку местности, добыл важные сведения и часть из них передал командованию по радио.
Южнее Моздока самолёт был подожжён зенитным огнём противника. Экипажу удалось сбить пламя и продолжить возвращение на аэродром в Грозном. На подлёте к аэродрому самолёт загорелся снова. Экипаж имел возможность покинуть самолёт, но тогда горящая машина упала бы на город. Пилот произвёл посадку за городской чертой. Спасти удалось только стрелка-радиста.
Лётчиков похоронили в Октябрьском районе Грозного. На могиле был поставлен деревянный знак с надписью. В 1983 году была установлена памятная стела из листовой стали. На лицевой стороне была прикреплена рельефная пятиконечная звезда и металлическая пластина с надписью:
Лётчики-комсомольцы Гурин Иван Иванович (1918—1942 гг.), Закревский Николай Иванович (1917—1942 гг.).
Незадолго до своей гибели, в сентябре 1942 года, Гурин был награждён орденом Красного Знамени. Впоследствии в честь Гурина была переименована бывшая улица Спокойная, а в честь Закревского — бывшая Луговая.
Стрелок-радист Борис Степанович Лисицын, выживший при падении самолёта, погиб в 1943 году. Имел награды: Орден Красного Знамени и орден Красной Звезды. Его имя было присвоено бывшей улице Групповой.
9 ноября 2010 года Постановлением Правительства Чеченской Республики № 180 внесена в реестр памятников культурного наследия регионального значения.